# Alexandria Villaseñor
Alexandria Villaseñor (Davis, 18 de maio de 2005) é uma activista climática norte-americana que mora em Nova York. Seguidora do movimento Fridays for Future e da colega activista climática Greta Thunberg, Villaseñor é co-fundadora da US Youth Climate Strike e fundadora da Earth Uprising.

## Biografia
Villaseñor nasceu em 2005 em Davis, Califórnia, onde cresceu. A família mudou-se do norte da Califórnia para Nova York em 2018. Villaseñor é latina e o seu objetivo é um dia trabalhar para as Nações Unidas.

## Activismo
A luta de Villaseñor pela ação climática foi desencadeada quando ela foi apanhada numa nuvem de fumo do acampamento de novembro de 2018 na Califórnia, durante uma visita familiar. Como sofre de asma, ela adoeceu fisicamente, período durante o qual ela pesquisou sobre as mudanças climáticas e o aumento da temperatura que contribuíram para a gravidade do incêndio. A sua mãe, Kristin Hogue, estava matriculada no programa de mestrado em Clima e Sociedade na Universidade de Columbia e Villaseñor ocasionalmente assistia às aulas com a sua mãe, onde aprendeu sobre a ciência subjacente da mudança climática. Logo depois, ela juntou-se ao capítulo de Nova York do Zero Hour, um grupo de jovens activistas climáticos americanos.
Villaseñor realizou ações climáticas semelhantes a Thunberg, que a inspirou com a sua palestra de 4 de dezembro de 2018 na Conferência das Nações Unidas sobre Mudança Climática (COP24) em Katowice, na Polónia. Desde 14 de dezembro de 2018 (enquanto a COP24 ainda era realizada), ela faltou às aulas todas as sextas-feiras para protestar contra a falta de acção climática à frente da Sede das Nações Unidas em Nova York. Ela já não está envolvida com o grupo US Youth Climate Strike e fundou o grupo de educação sobre mudança climática Earth Uprising.
Em maio de 2019, Villaseñor recebeu o prémio Disruptor do Tribeca Disruptive Innovation Awards (TDIA), recebeu uma bolsa de estudos da organização de defesa pública do Bem Comum e recebeu um prémio de Liderança do Clima Juvenil da Rede do Dia da Terra.
Quando Thunberg chegou à cidade de Nova York da sua viagem transatlântica de veleiro em agosto de 2019, Villaseñor, Xiye Bastida e outros activistas climáticos saudaram Thunberg na chegada. Naquela época, eles já haviam estabelecido contato através das redes sociais.
No dia 23 de setembro de 2019, Villaseñor, juntamente com 15 outros activistas jovens, incluindo Greta Thunberg, Catarina Lorenzo e Carl Smith, entrou com uma acção judicial nas Nações Unidas acusando cinco países, nomeadamente a França, Alemanha, Brasil, Argentina e Turquia de fracassar na manutenção das suas metas de redução com as quais se comprometeram no Acordo de Paris.
Em meados de outubro de 2019, ela participou do C40 World Mayors Summit em Copenhaga, na Dinamarca.
Em meados de janeiro de 2020, ela compareceu no Fórum Económico Mundial como palestrante e depois participou na greve das escolas pelo clima em Davos, na Suíça, ao lado de Greta Thunberg em 24 de janeiro de 2020.
No dia 19 de agosto de 2020, Alexandria abordou a Convenção Nacional Democrática como parte do seu segmento sobre mudança climática.
No dia 1 de dezembro de 2020, ela foi nomeada pela revista Seventeen como uma das suas Vozes do Ano em 2020.